# Przełęcz nad Łodzinką
Przełęcz nad Łodzinką – przełęcz położona na terenie Pogórza Przemyskiego na wysokości 428 m n.p.m., pomiędzy szczytami Chomińskiego (468 m n.p.m.) a Makówek (490 m n.p.m.). Przez przełęcz nie biegnie żaden znakowany szlak turystyczny.